# Nimona (film)
A Nimona 2023-ban bemutatott amerikai 3D-s számítógépes animációs kalandfilm, amelyet Nick Bruno és Troy Quane rendezett, ND Stevenson azonos című regénye alapján.
Amerikában 2023. június 23-án a mozikban, míg Magyarországon 2023. június 30-án mutatták be a Netflixen.

## Cselekmény
Egy középkori-futurisztikus királyság polgárait az Elit Lovagok Intézete védi, amelyet a legendás hősnő, Gloreth alapított, aki ezer évvel ezelőtt legyőzött egy "nagy fekete szörnyet", és magas fallal zárta körül a királyságot.
Ballister Boldheart, valamint lovagtársát és barátját, Ambrosius Goldenloint hamarosan lovaggá ütik. Ballister az első közember, akiből lovag lesz, mivel Valerin királynő változtatni próbál a hagyományokon, hogy "bárkiből lehet hős". A ceremónia alatt Ballister kardjából kilőtt lézerlövés megöli Valerint. A feldúlt Ambrosius végül levágja Ballister jobb karját, Ballister pedig szökevény lesz. Miközben Ballister bujkál, és műkézpótlást készít, meglátogatja őt egy Nimona nevű alakváltó, akit üldöztek az ereje miatt. Mivel Ballisterben "gonosz lelkét" látja, hiszen közemberi származása és a királynő meggyilkolása miatt neki is hasonló bánásmóddal kell szembenéznie, Nimona kijelenti, hogy a segítője lesz.
Hogy tisztázzák Ballister nevét, a duó elrabolja Diegót, a földesurat, aki a kardot adta neki. Diego átadja nekik a videóbizonyítékot, amelyből kiderül, hogy az intézet igazgatója a gyilkos. A duó szembesíti Ambrosiust és a Rendezőt a bizonyítékkal, de az igazgató manipulálja a lovagjait, hogy megsemmisítsék a bizonyítékot. Később Ambrosius szembeszáll az Rendezővel, aki leszúrja őt, és bevallja, hogy ő ültette fel Ballistert és gyilkolta meg a királynőt, mivel ellenezte, hogy a királynő felülvizsgálja a hagyományokat, és közemberekből is lovagok lehessenek, mivel attól tartott, hogy ez a királyság bukásához vezetne. Ambrosiusról azonban kiderül, hogy egy álruhás Nimona. Ballister rögzíti a Rendező vallomását, majd közzéteszi az interneten, ami közfelháborodást vált ki.
A Rendező ősi tekercsek segítségével rájön, hogy Nimona a Gloreth által legyőzött Nagy Fekete Szörnyeteg. Ezt arra használja fel, hogy meggyőzze a nyilvánosságot arról, hogy Ballister Nimona erejét használta fel a vallomás meghamisítására. Az igazi Ambrosius találkozik Ballisterrel, és feltárja Nimona múltját, kitart amellett, hogy Nimona szándékosan megtévesztette Ballistert. A felfedezéstől megdöbbenve Ballister összeveszik Nimonával, és megkérdőjelezi barátságukat; Nimona elárulva érzi magát, és az erdőbe menekül.
Egy régi, elhagyatott kútnál megállva Nimona visszaemlékszik a múltjára: ezer évvel ezelőtt a világot járta, és más állatokká változott, hogy megpróbáljon beilleszkedni az élővilágba, de egyik lény sem fogadta el, akivel találkozott. Egy nap a kútnál találkozott Gloreth-tel, aki gyerekként először változott emberré. Miután meglátta Nimonát, Gloreth azonnal befogadta őt, és ők ketten a legjobb barátok lettek, Gloreth pedig elfogadta Nimona képességeit. Azonban Gloreth falujának többi lakója, beleértve Gloreth szüleit is, azt hitték, hogy Nimona egy szörnyeteg, miután felfedezték az alakváltó képességeit. A falubeliek fáklyákkal támadtak Nimonára, ami véletlenül felgyújtotta a falut. A megzavarodott Gloreth ellenségessé vált Nimona iránt.
Mivel Ballister elhagyása és Gloreth árulása visszhangzott a fejében, a zaklatott Nimona átváltozott a Nagy Fekete Szörnyeteggé. Ezután bemegy a városba, és öngyilkosságot akar elkövetni azzal, hogy felnyársalja magát Gloreth szobrának kardjára. Mielőtt azonban ezt megtehetné, Ballister megállítja és bocsánatot kér tőle, aminek hatására Nimona visszaváltozik emberi alakba, és megölelik egymást, hogy kiengesztelődjenek. A királyság polgárai látják ezt, és meghatódnak tőle. Eközben a Rendező, aki nem hatódik meg, elrendeli, hogy a falról lézerágyút lőjenek ki Nimona megölésére; Ambrosius tiltakozik, mivel tudja, hogy a lézer kilövése a városba ártatlan civileket ölne meg. A Rendező ekkor ellenük fordul azzal a lézerrel, amellyel a királynőt is megölte, és maga készül elsütni az ágyút. Hogy megmentse a királyságot, Nimona egy hatalmas, vörös főnix-szerű alakot ölt, és belerepül az ágyúba, aminek következtében látszólag meghal, és a Rendező is meghal. A keletkező robbanás lerombolja a fal egy részét, felfedve mögötte egy gyönyörű, hegyes völgyet.
Valamivel később a királyság több változáson is átesik: a fal réséből átjáró lett, amelyen keresztül a polgárok szabadon közlekedhetnek, Nimona és Ballister hősökként tisztelik, és Ballister kapcsolata Ambrosiusszal helyreállt. Ballister felkeresi régi rejtekhelyét. Hallja Nimona hangját, és örömmel veszi tudomásul, hogy a lány túlélte.

## Szereplők
| Szerep                        | Eredeti hang       | Magyar hang      | Leírás                                                                                          |
| ----------------------------- | ------------------ | ---------------- | ----------------------------------------------------------------------------------------------- |
| Nimona                        | Chloë Grace Moretz | Csifó Dorina     | Alakváltó, aki ragaszkodik ahhoz, hogy Ballister Boldheart segédje legyen.                      |
| Ballister Bitangfő            | Riz Ahmed          | Seszták Szabolcs | Az intézmény egykori lovagja, akit kirúgtak, amikor Valerin királynő meggyilkolásával vádolták. |
| Ambrosius Aranypőc            | Eugene Lee Yang    | Czető Roland     | Az intézmény bajnok lovagja, Gloreth közvetlen leszármazottja és Ballister barátja és szerelme. |
| A Rendező                     | Frances Conroy     | Kiss Erika       | Az intézmény igazgatója.                                                                        |
| Valerin királynő              | Lorraine Toussaint | Halász Aranka    | A királyság királynője.                                                                         |
| Sir Thoddeus "Todd" Sureblade | Beck Bennett       | Borbély Richárd  | Lovag.                                                                                          |
| Lance lovag                   | RuPaul             | Penke Bence      | Híradósok.                                                                                      |
| Abrakah Debrah                | Indya Moore        | Kovács Gyopár    | Híradósok.                                                                                      |
| Diego                         | Julio Torres       | Baráth István    | Földesúr.                                                                                       |
| Gloreth                       | Charlotte Aldrich  | Rácz Hajna       | A királyság hőse.                                                                               |

### Magyar változat
- Magyar szöveg: Zalatnay Márta
- Hangmérnök: Bogdán Gergő
- Vágó: Kránitz Bence
- Gyártásvezető: Bogdán Anikó
- Szinkronrendező: Dobay Brigitta
- Produkciós vezető: Felföldi Anna

A szinkront az Iyuno Hungary készítette el.

## A film készítése
2015 júniusában a 20th Century Fox Animation megvásárolta a jogokat ND Stevenson Nimona című regényének animációs játékfilm-adaptációjához. A rendezői feladatokat Patrick Osborne vállalta, a forgatókönyvet Marc Haimes írta.
A filmet a Fox korábbi leányvállalata, a Blue Sky Studios készítette volna a Vertigo Entertainment mellett. 2017 júniusában a 20th Century Fox 2020. február 14-re tervezte a Nimona bemutatását.
2019 márciusában a The Walt Disney Company befejezte a Fox felvásárlását, majd 2019 májusában a filmet 2021. március 5-re halasztották. 2019 novemberében a filmet ismét elhalasztották 2022. január 14-re. Stevenson 2020 júniusában kijelentette, hogy a film még mindig készül, és ugyanezt mondta egy 2020 augusztusi podcastben is. Osborne 2020 márciusában távozott, távozása után pedig Nick Bruno és Troy Quane kerültek a rendezői székbe.
2021. február 9-én a Disney bejelentette, hogy bezárja a Blue Sky stúdiót, és a film gyártását törölték. Az egyik munkatárs azt állította, hogy a film a törlés előtt "sínen volt", hogy 2021 októberére elkészüljön. A Blue Sky egyik korábbi animátora, Rich Fournier azt nyilatkozta, hogy a stúdió "nagyon-nagyon közel volt" ahhoz, hogy a filmet befejezzék, de "rájöttek, hogy ez egyszerűen nem kivitelezhető". 2022. április 11-én jelentették be, hogy az Annapurna Pictures az év elején felvásárolta a Nimona című filmet, és 2023-ban Netflixen is műsorra tűzi azt.